# Castro Daire
Castro Daire és un municipi portuguès, situat al districte de Viseu, a la regió del Centre i a la subregió de Dão-Lafões. L'any 2006 tenia 16.732 habitants. Es divideix en 22 freguesias. Limita al nord amb Cinfães, Resende, Lamego i Tarouca, a l'est smb Vila Nova de Paiva, al sud amb Viseu, al sud-oest amb São Pedro do Sul i a l'oest amb Arouca. És la vila natal d'Isaac Aboab da Fonseca

## Població
| Població del concelho de Castro Daire (1801 – 2004) | Població del concelho de Castro Daire (1801 – 2004) | Població del concelho de Castro Daire (1801 – 2004) | Població del concelho de Castro Daire (1801 – 2004) | Població del concelho de Castro Daire (1801 – 2004) | Població del concelho de Castro Daire (1801 – 2004) | Població del concelho de Castro Daire (1801 – 2004) | Població del concelho de Castro Daire (1801 – 2004) | Població del concelho de Castro Daire (1801 – 2004) |
| --------------------------------------------------- | --------------------------------------------------- | --------------------------------------------------- | --------------------------------------------------- | --------------------------------------------------- | --------------------------------------------------- | --------------------------------------------------- | --------------------------------------------------- | --------------------------------------------------- |
| 1801                                                | 1849                                                | 1900                                                | 1930                                                | 1960                                                | 1981                                                | 1991                                                | 2001                                                | 2004                                                |
| 2504                                                | 9603                                                | 21274                                               | 24076                                               | 25031                                               | 20411                                               | 18156                                               | 16990                                               | 16846                                               |

## Fregesies
- Almofala
- Alva
- Cabril
- Castro Daire
- Cujó
- Ermida
- Ester
- Gafanhão
- Gosende
- Mamouros
- Mezio
- Mões
- Moledo
- Monteiras
- Moura Morta
- Parada de Ester
- Pepim
- Picão
- Pinheiro
- Reriz
- Ribolhos
- São Joaninho